# Victoire de Samothrace
Pour les articles homonymes, voir Victoire.
La Victoire de Samothrace est un monument votif trouvé sur l'île de Samothrace, au nord de la mer Égée, dans le sanctuaire des Grands Dieux. 
C'est un chef-d'œuvre de la sculpture hellénistique, datant du début du IIe siècle av. J.-C. Il est composé d'une statue représentant la déesse Niké (la Victoire), dont il manque la tête et les bras, et de sa base en forme de proue de navire. La hauteur totale du monument est de 5,12 mètres ; la statue seule mesure 2,75 mètres. L'ensemble est exposé au musée du Louvre, en haut de l'escalier principal depuis 1884.

## Découverte et restaurations

### AuXIXesiècle

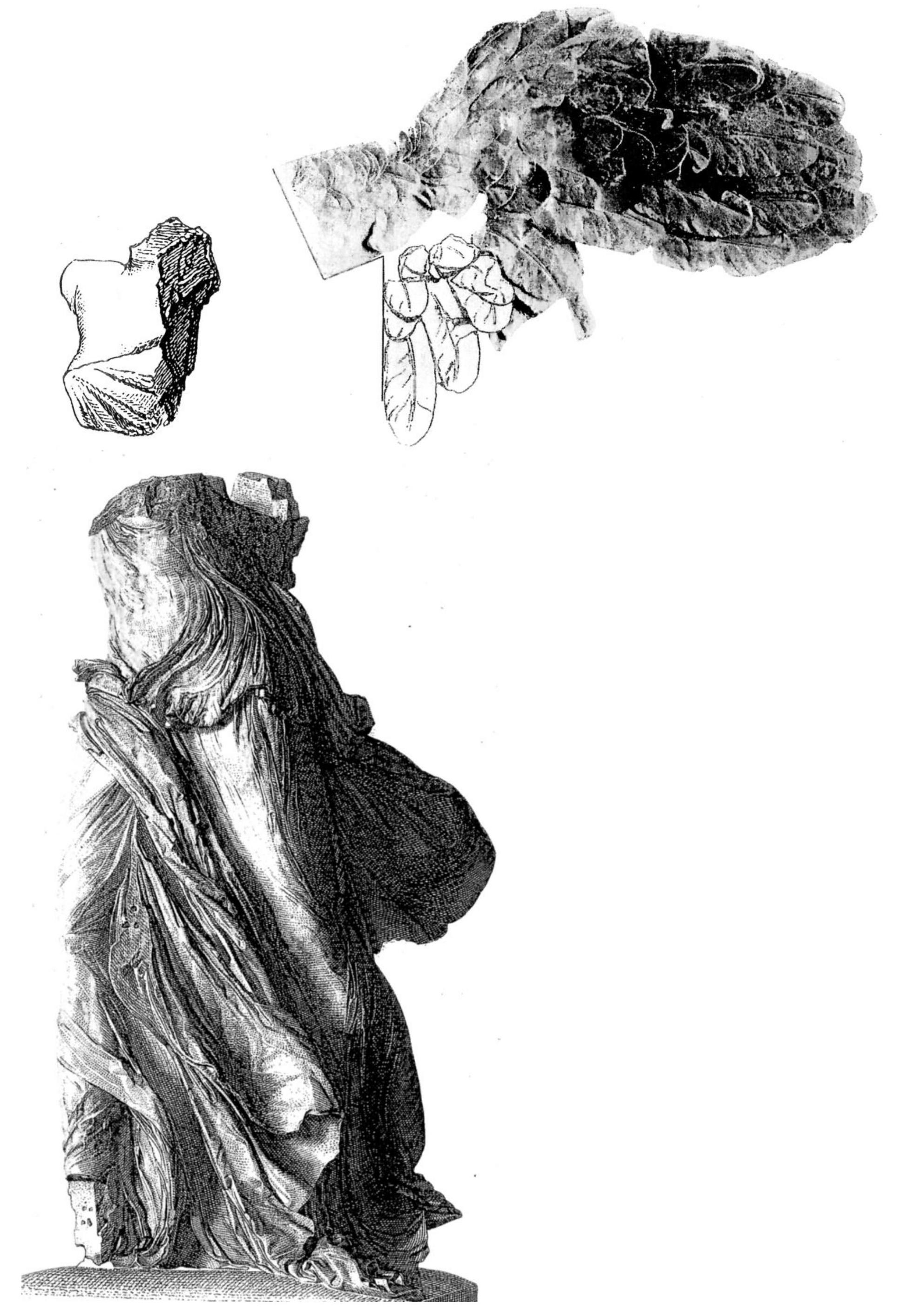
Victoire de Samothrace : parties conservées de la statue, d'après Benndorf, 1880.

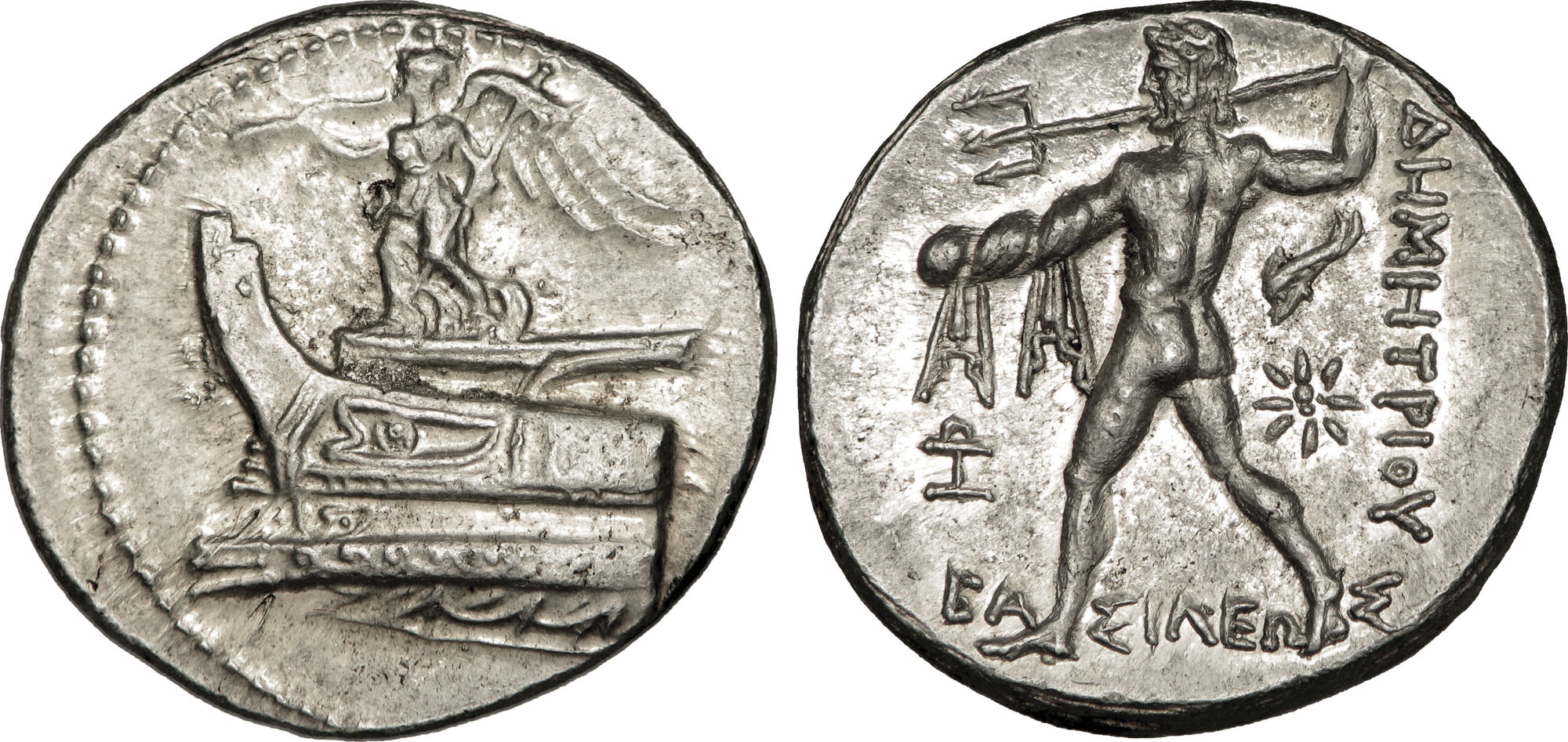
Tétradrachme de Démétrios Poliorcète (293-292 av. J.-C.). Face : Victoire à l'avant d'un navire ; revers : Poséidon.

En 1863, Charles Champoiseau (1830-1909), chargé par intérim du consulat de France à Andrinople (actuellement Edirne en Turquie), entreprend du 6 mars au 7 mai l'exploration des ruines du sanctuaire des Grands Dieux dans l'île de Samothrace. Le 13 avril 1863, il découvre une partie du buste et le corps d'une grande statue féminine en marbre blanc accompagnée de nombreux fragments de draperie et de plumes. Il identifie la déesse Niké, la Victoire, traditionnellement représentée dans l'Antiquité grecque comme une femme ailée. Au même endroit se trouvent pêle-mêle une quinzaine de gros blocs en marbre gris dont il ne comprend ni la forme ni la fonction : il pense même qu'il s'agissait d'un monument funéraire. Il décide d'envoyer au musée du Louvre la statue et les fragments, et de laisser sur place les gros blocs de marbre gris. Partie début mai 1863 de Samothrace, la statue arrive à Toulon à la fin du mois d'août et à Paris le 11 mai 1864.
1864-1866 : une première restauration est entreprise par Adrien Prévost de Longpérier, le conservateur des Antiques du Louvre à cette époque. La partie principale du corps (2,14 m, du haut du ventre jusqu'aux pieds) est dressée sur un socle de pierre, et largement complétée par les fragments de draperie, dont le pan qui s'envole à l'arrière des jambes. Les fragments restants — la partie droite du buste et une grande partie de l'aile gauche — trop lacunaires pour être replacés sur la statue, sont mis en réserve. Étant donné la qualité exceptionnelle de la sculpture, Longpérier décide de présenter le corps seul, exposé jusqu'en 1880 parmi les statues romaines d'abord dans la salle des Caryatides, puis brièvement dans la salle du Tibre.

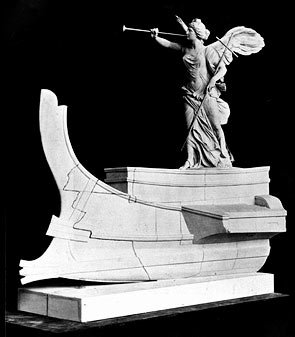
Maquette de la Victoire de Samothrace d'après Benndorf et Hauser, 1880.

1875 : les archéologues autrichiens qui, sous la direction de Alexander Conze, fouillent depuis 1870 les bâtiments du sanctuaire de Samothrace, étudient l'emplacement où Champoiseau avait trouvé la Victoire. L'architecte Aloïs Hauser dessine les blocs de marbre gris restés sur place et comprend qu'une fois assemblés correctement, ils forment la proue effilée d'un navire de guerre, et que, posés sur un socle de dalles, ils servaient de base à la statue. Des tétradrachmes de Démétrios Poliorcète frappés entre 301 et 292 av. J.-C représentant une Victoire sur l'avant d'un navire, ailes déployées, donnent une bonne idée de ce type de monument. De son côté, le spécialiste de sculpture antique O. Benndorf se charge de l'étude du corps de la statue et des fragments conservés en réserve au Louvre, et restitue la statue soufflant dans une trompette qu'elle lève du bras droit, comme sur la monnaie. Les deux hommes parviennent ainsi à réaliser une maquette du monument de Samothrace dans son entier.
1879 : Champoiseau, mis au courant de ces recherches, entreprend du 15 au 29 août une deuxième mission à Samothrace dans le seul but d'expédier au Louvre les blocs de la base et les dalles du socle de la Victoire. Il abandonne sur l'île le plus gros bloc de la base, non sculpté. Deux mois plus tard, les blocs parviennent au musée du Louvre, où dès le mois de décembre un essai de montage est effectué dans une cour.
1880-1883 : le conservateur du département des antiques, Félix Ravaisson-Mollien, décide alors de reconstituer le monument, conformément à la maquette des archéologues autrichiens. Sur le corps de la statue, il refait en plâtre la zone de la ceinture, pose la partie droite du buste en marbre, refait en plâtre la partie gauche, fixe l'aile gauche en marbre à l'aide d'une armature métallique, et modèle en plâtre toute l'aile droite. Mais il ne refait ni la tête, ni les bras, ni les pieds. La base en forme de navire est reconstruite et complétée, sauf l'avant brisé de la quille, et il reste un grand vide en haut à l'arrière. La statue est posée directement sur la base. L'ensemble du monument est placé de face, sur le palier supérieur de l'escalier Daru, l'escalier principal du musée, doté dans les années suivantes d'un décor surchargé.
1891 : Champoiseau retourne une troisième fois à Samothrace pour essayer de retrouver la tête de la Victoire, sans succès. Il rapporte des débris de la draperie et de la base, un petit fragment avec une inscription et des fragments d'enduits colorés.

### AuXXesiècle
1934 : la présentation de la Victoire est modifiée dans le cadre d'un réaménagement général du musée et de l'escalier Daru, dont les marches sont élargies et le décor du palier camouflé. Le monument est mis en scène pour constituer le couronnement de l'escalier : il est avancé sur le palier pour être plus visible du bas des marches, et la statue est rehaussée sur la base par un bloc de pierre moderne de 45 cm de haut, supposé évoquer un pont de combat à la proue du navire. Cette présentation est restée inchangée jusqu'en 2013.
1939-1945 : à la déclaration de la Seconde Guerre mondiale en septembre 1939, la statue de la Victoire est descendue de sa base pour être évacuée et mise à l'abri avec les autres chefs-d'œuvre du musée du Louvre. Elle reste au château de Valençay (Indre) jusqu'à la Libération, et reprend sans dommages sa place en haut de l'escalier en juillet 1945.
1950 : les fouilleurs américains de l'université de New York, sous la direction de Karl Lehmann, ont repris depuis 1938 l'exploration du sanctuaire des Grands Dieux de Samothrace. En juillet 1950, ils associent à leurs travaux le conservateur du Louvre Jean Charbonneaux, qui découvre dans l'emplacement de la Victoire la paume de la main droite de la statue. Deux doigts conservés au Kunsthistorische Museum de Vienne depuis les fouilles autrichiennes de 1875 recollent à la paume. La paume et les doigts sont déposés au musée du Louvre, et présentés auprès de la statue depuis 1954.
1996 : deux morceaux de marbre gris servant à amarrer les bateaux de pêche sur la grève en contrebas du sanctuaire avaient été remontés au musée en 1952. Ils sont étudiés en 1996 par Ira Mark et Marianne Hamiaux, qui concluent que ces morceaux, jointifs, constituent le bloc de la base abandonné par Champoiseau en 1879.

### AuXXIesiècle

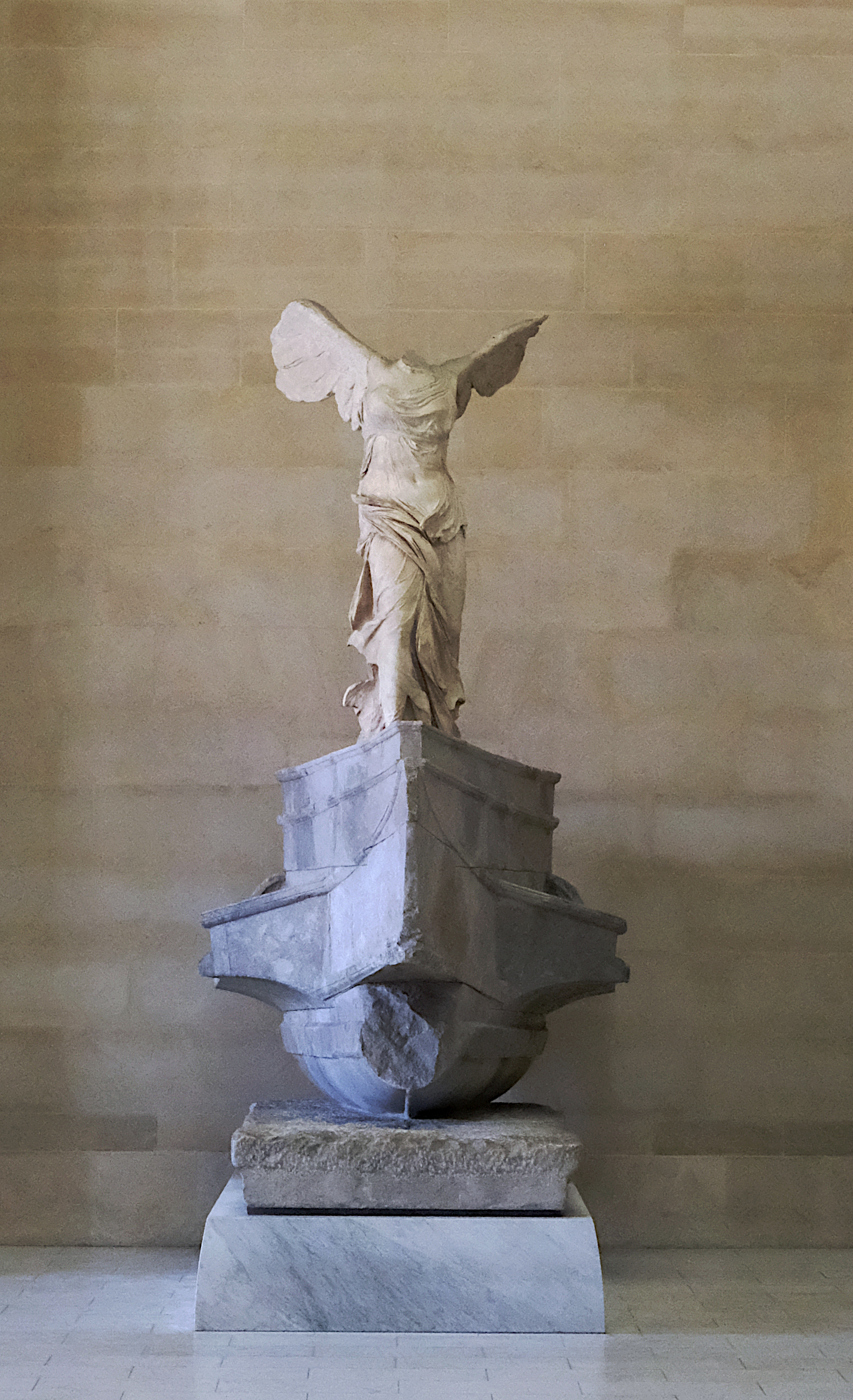
La Victoire de Samothrace après la restauration 2014.

2008-2014 : l’équipe américaine dirigée par J. McCredie entreprend la numérisation de l’ensemble du sanctuaire pour en permettre la reconstitution en 3D.
2013-2014 : sous la direction de B. D. Wescoat, reprise de l’étude de l’enceinte de la Victoire et des petits fragments de base conservés en réserve.
2013-2014 : À Paris, le musée du Louvre entreprend la restauration de l’ensemble du monument avec deux objectifs : nettoyer l’ensemble des surfaces très encrassées et améliorer la présentation générale. La statue est descendue de sa base pour subir des examens scientifiques (UV, infrarouges, rayons X, microspectrographie, analyse du marbre) : des traces de peinture bleue sont détectées sur les ailes et sur une bande en bas du manteau. Les blocs de la base sont démontés un à un pour être dessinés et étudiés. La restauration du XIXe siècle de la statue est préservée à quelques détails près (amincissement du cou et de l’attache du bras gauche), des fragments conservés en réserve au Louvre sont ajoutés (plume en haut de l’aile gauche, un pli à l’arrière du chitôn), l'étai métallique derrière la jambe gauche est supprimé. Des moulages de petits fragments jointifs conservés à Samothrace sont intégrés à la base. Un moulage du gros bloc de navire resté à Samothrace est positionné le temps de déterminer l’emplacement exact de la statue sur la base et il est remplacé par un socle métallique sur vérin assurant le bon équilibre de la statue. Celle-ci une fois en place sur la base, le contraste de couleur des marbres des deux éléments redevient évident. L’ensemble est remonté sur un soubassement moderne, un peu reculé sur le palier pour faciliter la circulation des visiteurs.
On suppose, en 2015, en raison de l'état de conservation du monument, des drapés en particulier, que le monument était protégé par un bâtiment, et non à l'air libre. Des traces de couleur (aujourd'hui invisible mais décelable) bleu égyptien sur un galon qui bordait le manteau, et le bleu se trouvait, parmi d'autres couleurs, dans les plumes.

## Description du monument

### La statue

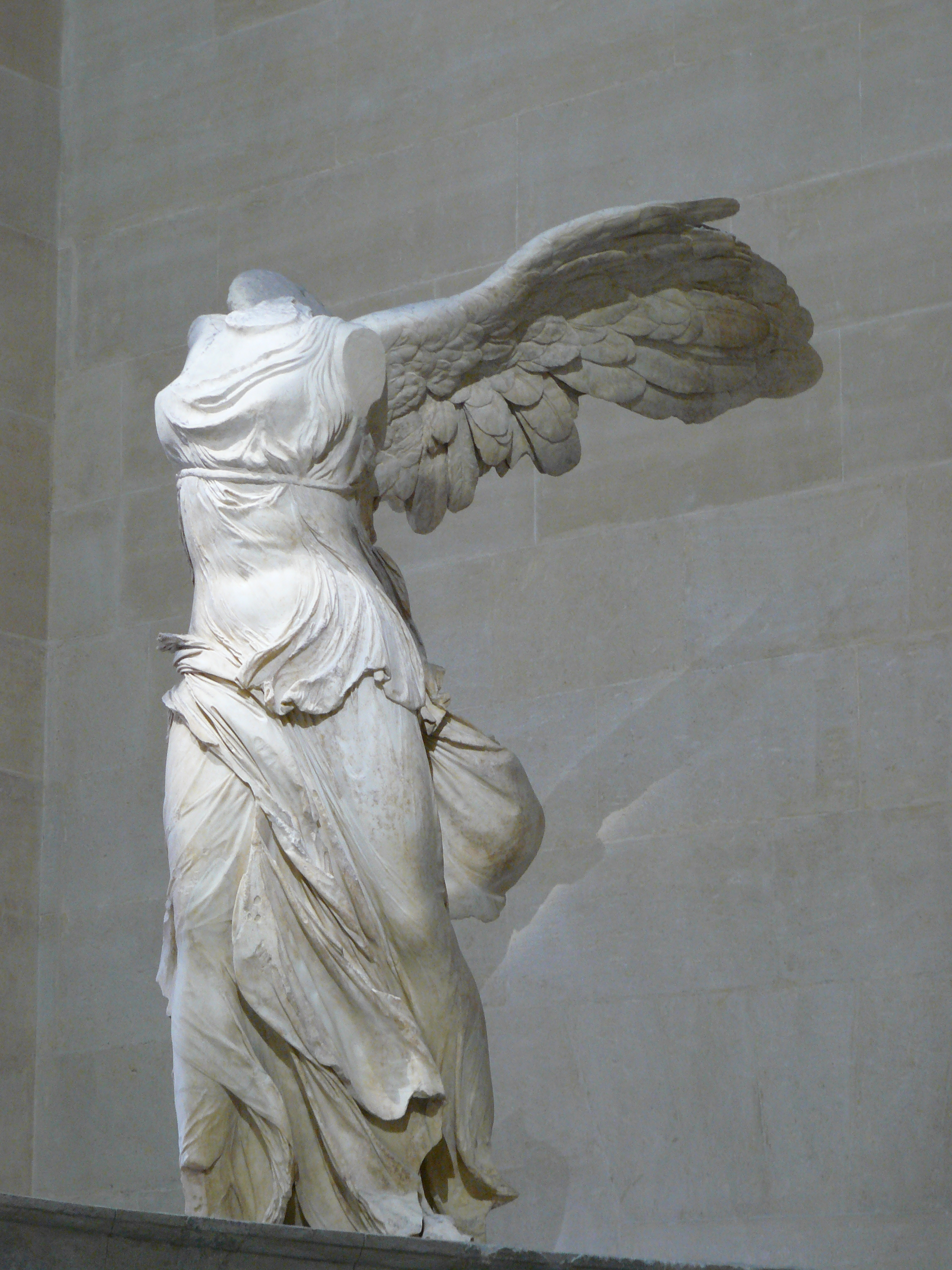
La Victoire de Samothrace se posant sur le navire.

La statue, en marbre blanc de Paros, représente une femme ailée, la déesse de la Victoire (Nikè), terminant son vol pour se poser sur la proue d'un navire de guerre.
La Victoire est vêtue d'une longue tunique (chitôn) en tissu très fin, avec un rabat replié et ceinturé sous la poitrine. Elle était attachée aux épaules par deux fines bretelles (la restauration n'est pas exacte). Le bas du corps est partiellement recouvert par un manteau épais (himation) enroulé à la taille et qui se dénoue en découvrant toute la jambe gauche ; une extrémité glisse entre les jambes jusqu'au sol, et l'autre, beaucoup plus courte, s'envole librement dans le dos. Le manteau est en train de tomber, et seule la force du vent le retient sur la jambe droite. Le sculpteur a multiplié les effets de draperies, entre les endroits où le tissu est plaqué contre le corps en en révélant les formes, en particulier sur le ventre, et ceux où il s'accumule en plis profondément creusés d'ombre, comme entre les jambes. Cette extrême virtuosité concerne le côté gauche et l'avant de la statue. Du côté droit, le tracé de la draperie se réduit aux lignes principales des vêtements, dans un travail beaucoup moins élaboré.
La déesse s'avance, prenant appui sur la jambe droite. Les deux pieds qui étaient nus ont disparu. Le droit touchait le sol, le talon encore un peu soulevé ; le pied gauche, la jambe fortement tendue en arrière, était encore porté en l'air. La déesse ne marche pas, elle était en train de terminer son vol, ses grandes ailes encore déployées vers l'arrière. Les bras ont disparu, mais l'épaule droite soulevée indique que le bras droit était levé sur le côté. Le coude fléchi, la déesse faisait de la main un geste de salut victorieux : cette main aux doigts tendus ne tenait rien (ni trompette, ni couronne, ni bandelette). Aucun indice ne permet de reconstituer la position du bras gauche, sans doute abaissé, très légèrement fléchi ; la déesse tenait peut-être de ce côté une stylis, sorte de mat pris en trophée sur le navire ennemi, comme on le voit sur les monnaies. La statue est conçue pour être vue de trois quarts gauche (à droite pour le spectateur), d'où les lignes de la composition sont très nettes : une verticale allant du cou jusqu'au pied droit, et une oblique partant du cou en diagonale tout le long de la jambe gauche. « Le corps s’inscrit tout entier dans un triangle rectangle, figure géométrique simple, mais très solide : il fallait cela pour supporter à la fois les formes épanouies de la déesse, l'accumulation des draperies, et l’énergie du mouvement ».

### Le bateau et le socle

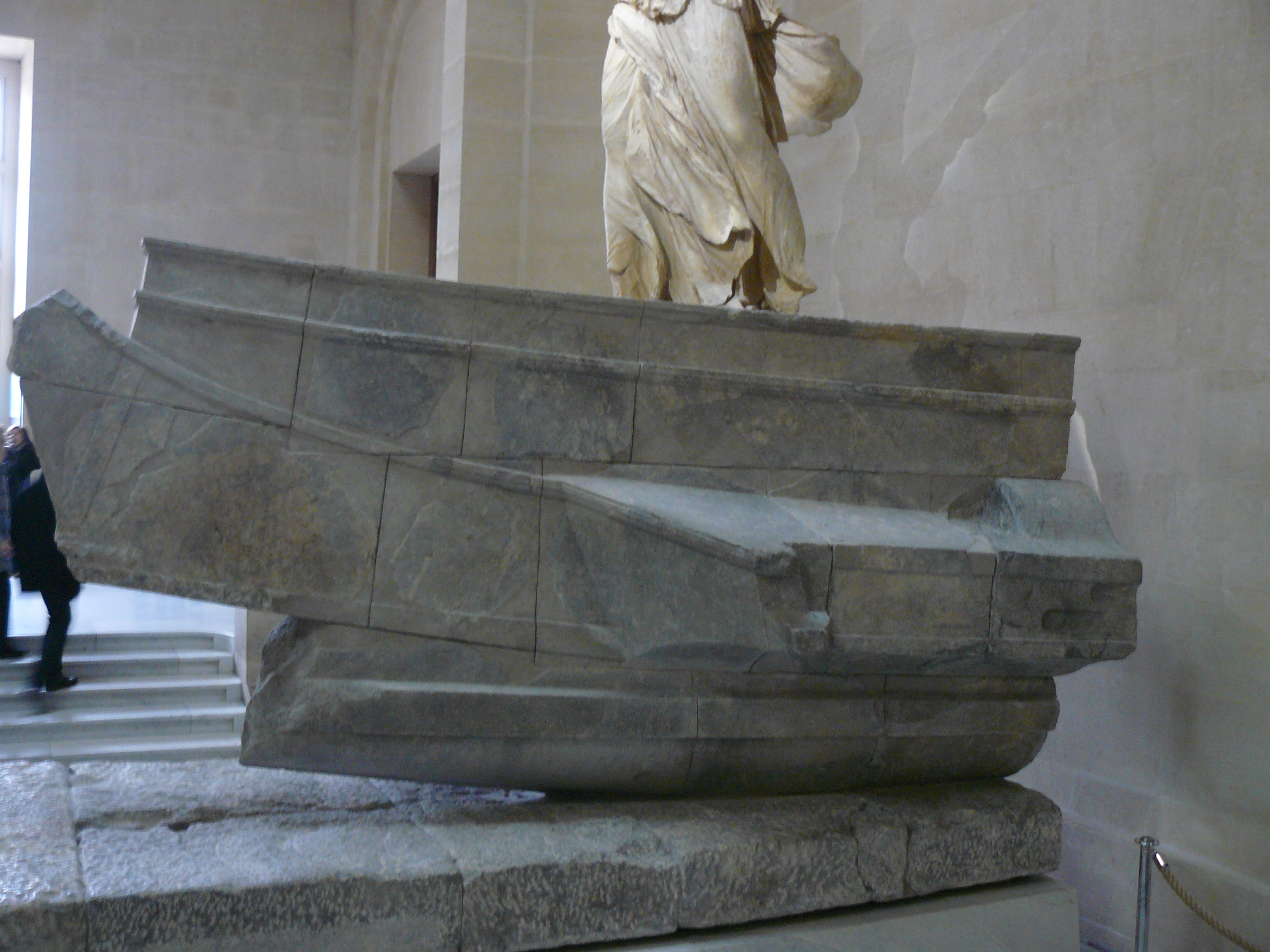
La base en forme de proue de navire.

Ils sont taillés dans du marbre gris veiné de blanc, identifié comme celui des carrières de Lartos (Lardos), à Rhodes. La base a la forme de la proue d'un navire de guerre grec de l'époque hellénistique : long et étroit, il est couvert à l'avant par un pont de combat sur lequel se trouve la statue. Il comporte sur les côtés des caisses de rames renforcées qui supportaient deux rangs de rames décalés (les sabords de nage sont représentés). La quille est arrondie. Au bas de l'étrave, au niveau de la ligne de flottaison, était représenté le grand éperon à triples ailerons et un peu plus haut un éperon plus petit à deux lames : ils servaient à défoncer la coque du navire ennemi. Le sommet de l'étrave était couronné par un ornement de proue haut et recourbé (l’acrostolion). Ces éléments disparus n'ont pas été reconstitués, ce qui atténue beaucoup l'allure guerrière du navire.
L'épigraphiste Ch. Blinkenberg a pensé que cette proue était celle d'une trihémiolie, un type de navire de guerre souvent nommé dans les inscriptions de Rhodes : les chantiers navals de l'île étaient réputés, et sa flotte de guerre importante. Mais les spécialistes d'architecture navale antique ne sont pas d'accord sur la restitution de la trihémiolie. On peut seulement affirmer que la proue de Samothrace possède des caisses de rames et deux bancs de rames superposés. Chaque rame étant actionnée par plusieurs rameurs, cela peut aussi convenir aussi à une tetrère (4 files de rameurs par bord) ou une pentère (5 files de rameurs par bord). Ces navires étaient très répandus dans toutes les flottes de guerre hellénistiques, y compris dans la flotte rhodienne.

### Dimensions et construction de l'ensemble
Hauteur totale : 5,12 m

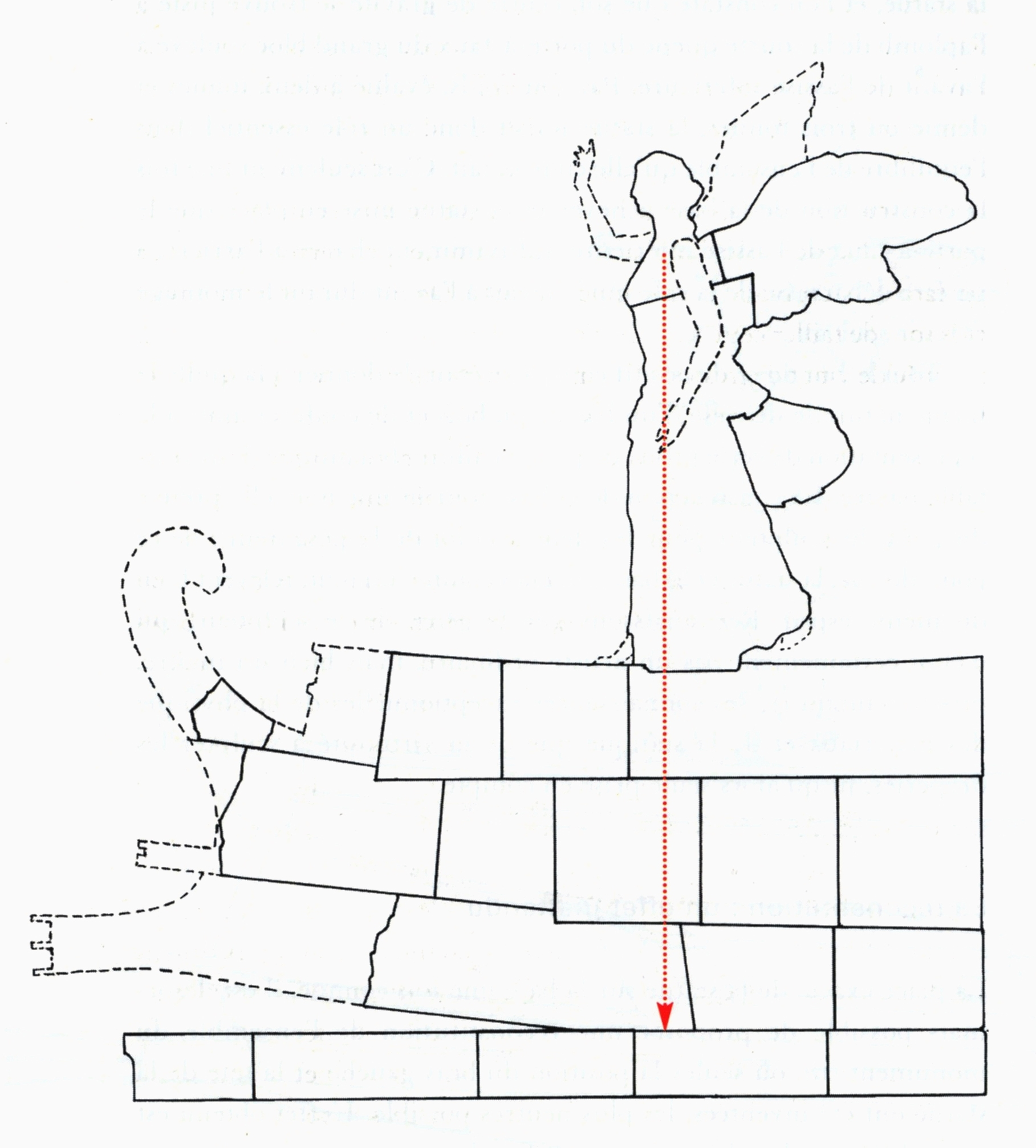
Construction de l'ensemble du monument (dessin V. Foret).

Statue : H : 2,75 m avec les ailes ; 2,40 m corps sans la tête
Navire : H : 2,01 m ; Lo cons. : 4,29 m ; la max. : 2,48 m
Socle : H : 0,36 m ; Lo : 4,76 m ; la : 1,76 m
La statue de la Victoire, d'environ 1,5 fois la hauteur naturelle, n'est pas taillée d'un seul bloc de marbre, mais composée de six blocs travaillés séparément : le corps, le buste avec la tête, les deux bras et les deux ailes. Ces blocs étaient assemblés entre eux par des goujons de métal (bronze ou fer) fichés dans des surfaces de joint. Cette technique utilisée depuis longtemps par les sculpteurs grecs pour les parties saillantes des statues, s'emploie à l'époque hellénistique pour le corps lui-même, permettant ainsi d'utiliser des morceaux de marbre plus petits, donc moins rares et moins coûteux. Dans le cas de la Victoire, le sculpteur a optimisé cette technique en inclinant de 20° vers l'avant les surfaces de joint qui raccordent les ailes au corps, ce qui permettait d'assurer leur maintien en porte-à-faux dans le dos. Au bloc du corps étaient rajoutés des morceaux plus petits en saillie : l'extrémité du manteau volant à l'arrière et l'extrémité du pan tombant au sol devant la jambe gauche ont été refixées ; le pied droit, l'arrière de la jambe gauche avec le pied et un repli de draperie devant les jambes sont perdus.

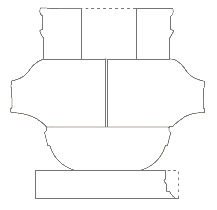
Coupe transversale de la base (dessin V. Foret).

Le navire est composé de 16 blocs répartis en trois assises de plus en plus larges vers l'arrière, posés sur un socle rectangulaire. Le dix-septième bloc, resté à Samothrace, complétait le vide à l'arrière de l'assise supérieure, juste sous la statue. Son poids permettait de faire tenir le porte-à-faux des blocs des caisses de rames saillants sur les côtés. La plinthe de la statue était encastrée dans une cuvette creusée sur ce bloc. Ses contours, entièrement visibles lors de la restauration de 2014, ont permis de déterminer très précisément l'emplacement de la statue. Posée juste à l'aplomb de l'arrière du bloc principal de la quille, elle contribuait par son poids à en maintenir soulevé tout l'avant, qui se décolle du socle pour évoquer la forme dynamique d'un navire de guerre.
La statue et la base sont indissociables pour assurer l'équilibre du monument, conçu comme un tout. La construction du monument était une véritable prouesse technique, chef-d’œuvre d'un artiste qui n'était pas seulement un sculpteur virtuose.

## Contexte architectural

### L'emplacement

Plan général du sanctuaire des Grands Dieux de Samothrace. L'édifice de la Victoire se situe au sud, au no 9.

Le sanctuaire des Grands Dieux de Samothrace est installé dans le vallon très étroit d’un torrent. Les bâtiments réservés aux cérémonies des Mystères occupaient tout le fond du vallon. À partir du IIIe s. av. J.-C., les hauteurs de part et d’autre sont aménagées, pour accueillir à l’est une entrée monumentale, à l’ouest un très long portique pour abriter les pèlerins (la stoa) et des offrandes importantes. Le monument de la Victoire était situé à l’extrémité sud de la terrasse du portique, dans un espace rectangulaire creusé à flanc de colline, en retrait et surélevé par rapport au théâtre ; tourné vers le nord, il surplombe l’ensemble du sanctuaire. En 1863 Champoiseau décrit et dessine le monument entouré sur trois côtés d'un mur en tuf calcaire, et posé sur un degré également en calcaire. Il ne reste plus maintenant de cette enceinte que les fondations des murs, entourées au fond et sur les côtés de murs soutenant les terres de la colline. L’enceinte elle-même mesure 13,40 m de large sur 9,55 de long, et on sait d’après les relevés faits par Hauser en 1876 que la Victoire était disposée en oblique de 14° 5 par rapport au mur du fond. Cette disposition met en valeur le côté gauche de la statue pour l’observateur venant de la terrasse, ce qui explique que le travail de sculpture soit beaucoup plus élaboré de ce côté que de l’autre. De gros rochers naturels sont visibles dans la partie avant de l'espace. Les murs de soutien des terres ont été restaurés et la place du monument artificiellement indiquée.

### L'interprétation
L'ensemble, très ruiné, a donné lieu à diverses interprétations. K. Lehmann a émis l’hypothèse que le monument était placé dans le bassin d’une fontaine à ciel ouvert, avec des jeux d’eau sur les gros rochers disposés à cet effet. Mais ils n'ont pas pu faire partie de l’aménagement original puisque la paume de la main droite a été retrouvée sous l’un d’entre eux : Charbonneau pensait qu'ils provenaient d'un éboulement naturel postérieur. L'hypothèse de la fontaine est abandonnée depuis que les fouilles de J. McCredie et B. Wescoat ont démontré qu’il n’y avait pas d’arrivée d’eau dans l’enceinte.
Les recherches récentes n’ont pas permis de déterminer la nature exacte du cadre architectural de la Victoire, dont plus de 500 blocs ont été réutilisés dans une construction byzantine à l’autre extrémité de la colline ouest. Des fragments d’enduit coloré et quelques éléments de décor architectural en terre cuite ont été retrouvés dans l’enceinte. Deux reconstitutions en 3D ont été proposées par B. Wescoat : soit des murets bas formant un péribole autour du monument à l’air libre, soit un édifice couvert à colonnes et fronton de type naïskos. L'excellent état de conservation de la surface de la sculpture fait penser qu'elle n'est pas restée longtemps à l'air libre. La reconstitution d’ensemble du sanctuaire en 3D a également mis en évidence que la statue de la Victoire était orientée selon l’axe du torrent, qui constituait la seule perspective dégagée du sanctuaire : le monument était ainsi bien visible depuis le fond du vallon.
Une autre hypothèse a été proposée par le professeur Jean Richer qui a fait observer que le Navire sur lequel la statue est placée représente la constellation du Navire Argo : la proue de navire et la statue avaient été volontairement placées en biais, au sein de l'important Sanctuaire des Grands Dieux de Samothrace, de telle sorte que la Victoire regardait dans la direction du nord : selon Jean Richer, cette direction montre le chemin qui conduit à la porte des dieux identifiée au mont Hémos, et fait ainsi allusion à une victoire toute spirituelle ; car, dans cette orientation, l'élan et le regard de la statue aboutissaient exactement à l'angle nord-est de l’Anaktoron, siège des Petits Mystères, où l'on donnait l'initiation. Cet angle était ainsi le plus sacré du bâtiment.

## Fonction, date et style

### Une offrande

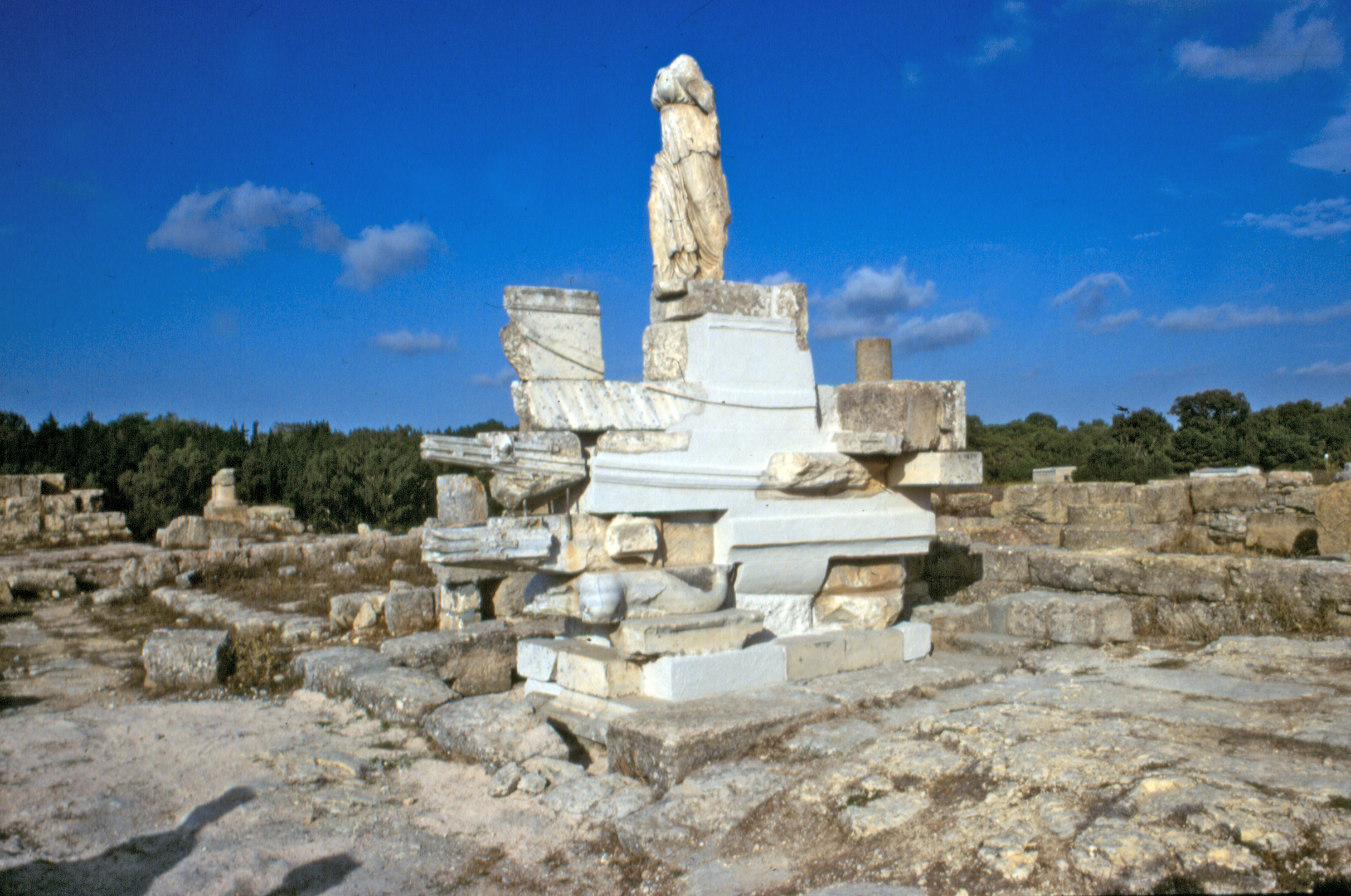
Monument naval sur l'agora de Cyrène.

Dans le sanctuaire des Grands Dieux de Samothrace, comme dans tous les grands sanctuaires pan-helléniques, les fidèles offraient de très nombreux ex-votos, du plus modeste au plus somptueux selon leur richesse. C'était une façon d'honorer les dieux et de les remercier pour leurs bienfaits. En plus d'une promesse de vie spirituelle meilleure, les dieux Cabires, parmi lesquels les Dioscures, étaient réputés assurer leur protection à ceux qui étaient initiés à leurs Mystères s'ils se trouvaient en danger sur mer et au combat. Les invoquer permettait d'être sauvé du naufrage et d'obtenir la victoire. Dans ce contexte, une représentation de la Victoire se posant sur une proue de navire peut être interprétée comme une offrande pour remercier les Grands Dieux à la suite d'une victoire navale importante.
Plusieurs grandes offrandes navales sont connues au IIIe s. av. J.-C. dans le monde grec, comme le « monument des taureaux » à Délos, le monument naval de l'agora à Cyrène et à Samothrace même, le Néôrion, (n° 6 sur le plan), qui abritait un navire d'une vingtaine de mètres de long. À Rhodes, une offrande de même type que la base de Samothrace, mais plus petite, a été retrouvée dans le sanctuaire d'Athéna en haut de l'acropole de Lindos.

### Datation
L'inscription de dédicace du monument de la Victoire n'a pas été retrouvée. Les archéologues en sont réduits à des hypothèses pour en définir le contexte historique et pour déterminer la victoire navale justifiant l'érection d'un ex-voto aussi important. La difficulté tient au fait qu'aux IIIe et IIe siècles av. J.-C., les batailles navales pour dominer la mer Égée ont été très nombreuses, opposant d'abord les Antigonides et leurs alliés Séleucides aux Lagides, ensuite les Séleucides aux Rhodiens et à Pergame.
Les archéologues autrichiens considèrent d'abord que le monument de Samothrace est celui représenté sur le tétradrachme de Démétrios Poliorcète. Ils en concluent que, comme la monnaie, il célèbre sa victoire contre Ptolémée Ier à la bataille de Salamine de Chypre en 306 av. J.-C. D'après Benndorf, la Victoire de Samothrace date donc des dernières années du IVe siècle av. J.-C. et a peut-être été sculptée par un élève du sculpteur Scopas.
L'édification du monument a ensuite été mise en rapport avec la bataille de Cos (vers 262-255 av. J.-C.),, durant laquelle le roi de Macédoine Antigone II Gonatas l'a emporté sur les Lagides, alliés à Athènes et à Sparte durant la guerre chrémonidéenne. On attribue également à Antigone Gonatas la dédicace, à la même occasion, de son navire amiral dans le « monument des taureaux » à Délos.
Le matériau de la base de la Victoire de Samothrace a été identifié dès 1905 comme du marbre des carrières de Lartos à Rhodes. Il en est de même du petit fragment trouvé en 1891 par Champoiseau dans l'enceinte du monument à Samothrace, portant la fin d'un nom gravé : …Σ ΡΟΔΙΟΣ / …S RHODIOS. En 1931, Hermann Thiersch restitue le nom du sculpteur « Pythocritos fils de Timocharis de Rhodes », actif vers 210-165 av. J.-C., et il est convaincu que le fragment appartient à la base en forme de navire : il fait donc de ce sculpteur l'auteur de la Victoire de Samothrace. Selon lui, le monument a été commandé par les Rhodiens, alliés au royaume de Pergame contre Antiochos III, après leur victoire aux batailles navales de Sidè et de Myonnésos, sur la côte ionienne, en 190 av. J.-C. La victoire définitive contre le Séleucide survient, avec l'appui de Rome, en 189 av. J.-C. à la bataille de Magnésie du Sipyle. Le monument aurait donc été érigé à Samothrace peu après cette date. Jean Charbonneaux admet lui aussi le lien historique unissant la Victoire de Samothrace aux batailles de Myonnésos et de Magnésie, et en fait la dédicace du roi Eumène II.
En se fondant sur les mêmes arguments, Nathan Badoud en 2018 privilégie le conflit qui a opposé un peu plus tôt les Rhodiens et le roi de Pergame au roi de Macédoine Philippe V. Les Rhodiens sont d'abord battus à la bataille navale de Ladé en 202 av. J.-C., puis Philippe V est vaincu sur mer par les deux alliés à la bataille de Chios en 201 av. J.-C. Les hostilités persistant, Rhodes et Pergame appellent la République romaine en renfort, et le général Flamininus écrase l'armée macédonienne en Thessalie à la bataille de Cynoscéphales. Les Rhodiens auraient dédié le monument de la Victoire après cette date, pour leur victoire à Chios.
Dans un cas comme dans l'autre (Orient séleucide ou Macédoine antigonide), il s'agirait donc d'une victoire navale de Rhodes alliée à Pergame contre un des trois royaumes hellénistiques, obtenue grâce à l'appui de Rome.
D'autres chercheurs ont envisagé des occasions plus tardives : la victoire des Romains à Pydna en 169 av. J.-C. sur Persée, ou une consécration du royaume de Pergame à la même occasion, ou la victoire de Pergame et Rhodes contre Prusias II de Bithynie en 154 av. J.-C..

### Style et atelier
Quoique l'appartenance du fragment avec les restes du nom d'un rhodien à la base de la Victoire ait été très vite contestée en raison de sa petite taille, l'ensemble du monument est resté attribué à l'école de sculpture rhodienne. Cela permettait surtout de mettre fin aux hésitations antérieures sur le style de la statue. En 1955 Margarete Bieber en fait une figure majeure de l'« école rhodienne » et du « baroque hellénistique », à côté de la frise de la Gigantomachie du Grand autel de Pergame, caractérisés par la force des attitudes, la virtuosité des draperies et l'expressivité des figures. Ce style perdure à Rhodes jusqu'à l'époque romaine dans des créations complexes et monumentales comme le groupe du Laocoon ou les statues de Sperlonga attribuées ou signées par des sculpteurs rhodiens.
La taille des blocs de la base et la sculpture de la statue ne relèvent pas des mêmes compétences. Les deux parties du monument ont été conçues ensemble, mais produites par deux ateliers différents. La base en marbre de Lartos a certainement été faite à Rhodes, où il en existe des parallèles. Par ailleurs, la sculpture rhodienne en marbre de grande taille est de grande qualité, sans être exceptionnelle pour son temps, mais on n’y trouve pas de parallèles pour la virtuosité de la Victoire, qui reste hors du commun. Le sculpteur pouvait aussi venir d’ailleurs, comme c’était courant dans le monde grec antique pour les grands artistes. La Victoire de Samothrace est une adaptation grandiose de la statue en marche de l’Athéna-Niké du monument de Cyrène : le sculpteur a ajouté des ailes, tendu la jambe gauche pour exprimer le vol, et modifié la disposition du manteau avec le pan flottant à l’arrière. Il confère ainsi à la statue de Samothrace une dynamique qui la rapproche des figures la Gigantomachie de l'autel de Pergame, conçues peu après dans le même esprit.

## Dans la culture populaire
En 2024, la statue est représentée lors de la cérémonie de clôture des Jeux olympiques de Paris, en référence à la Grèce qui est à l’origine de ces jeux, et symbolisant la victoire.